# Buxières-lès-Clefmont
Buxières-lès-Clefmont ist eine französische Gemeinde mit 26 Einwohnern (Stand 1. Januar 2022) im Département Haute-Marne in der Region Grand Est; sie gehört zum Arrondissement Chaumont.

## Geografie
Buxières-lès-Clefmont liegt rund 24 Kilometer östlich der Stadt Chaumont im Osten des Départements Haute-Marne.

## Geschichte
Die Gemeinde war bis 1789 Teil der Bailliage de Chaumont innerhalb der Provinz Champagne. Die Mechanisierung der Landwirtschaft führte zu einer starken Abwanderung im späten 19. Jahrhundert und im 20. Jahrhundert. Buxières-lès-Clefmont gehörte von 1793 bis 1801 zum District Bourmont.

## Bevölkerungsentwicklung
| Jahr                       | 1962 | 1968 | 1975 | 1982 | 1990 | 1999 | 2006 | 2019 |
| Einwohner                  | 46   | 37   | 23   | 25   | 16   | 18   | 23   | 26   |
| Quellen: Cassini und INSEE |      |      |      |      |      |      |      |      |

## Sehenswürdigkeiten
- Dorfkirche Saint-Èvre aus dem Jahr 1855 (mit Teilen aus dem 11.–13. Jahrhundert)
- Lavoir (Waschhaus)
- drei Wegkreuze im Dorf